# Callerebia panjshira
Callerebia panjshira är en fjärilsart som beskrevs av Colin W. Wyatt och Keiichi Omoto 1966. Callerebia panjshira ingår i släktet Callerebia och familjen praktfjärilar. Inga underarter finns listade i Catalogue of Life.